# Santa Clara (Pastaza)
Santa Clara ist eine Ortschaft und die einzige Parroquia urbana im Kanton Santa Clara der ecuadorianischen Provinz Pastaza. Die Parroquia besitzt eine Fläche von 244 km². Beim Zensus 2010 wurden 2830 Einwohner gezählt. Davon lebten 1312 Einwohner im Hauptort.

## Lage
Die Parroquia Santa Clara liegt in der vorandinen Zone am Rande des Amazonasbeckens. Das Gebiet liegt in Höhen zwischen 510 m und 1100 m. Der Río Anzu, rechter Quellfluss des Río Napo, durchquert den Nordosten der Parroquia in nordöstlicher Richtung. Der Río Piatúa, ein linker Nebenfluss des Río Anzu, begrenzt das Areal im westlichen Norden. Die Napo-Zuflüsse Río Puni und Río Arajuno entwässern den Osten der Parroquia in nordöstlicher Richtung. Der etwa 590 m hoch gelegene Hauptort Santa Clara befindet sich 27 km nordnordöstlich der Provinzhauptstadt Puyo am rechten Flussufer des Río Llandia oberhalb dessen Mündung in den Río Anzu. Die Fernstraße E45 (Puyo–Tena) führt an Santa Clara vorbei.
Die Parroquia Santa Clara grenzt im Norden an die Provinz Napo mit dem Kanton Carlos Julio Arosemena Tola, im Osten an die Parroquia Arajuno (Kanton Arajuno), im Süden an die Parroquia San José, im Südwesten an die Parroquia Teniente Hugo Ortiz (Kanton Pastaza) sowie im Westen an die Parroquia Mera (Kanton Mera).

## Geschichte
Die Parroquia Santa Clara wurde am 29. Dezember 1966 gegründet. Mit der Schaffung des Kantons Santa Clara am 2. Januar 1992 wurde Santa Clara eine Parroquia urbana und Sitz der Kantonsverwaltung.